# Castillo de Clariana
El Castillo de Clariana fue un castillo situado en el municipio de Argensola, en la actual comarca de la Noya, en Cataluña. Actualmente se encuentra en un estado ruinoso, pero todavía se puede ver parte de los muros y de una torre de planta circular. Estos restos son posteriores, no obstante, puesto que han sido datados alrededor de la segunda mitad del siglo XI. También se tiene constancia de una tumba excavada en la roca que ha sido saqueada. 

## Historia
La primera noticia histórica que consta del castillo data del año 989, cuando Eldemar lo testó a su hermano Sesmon de Oló (padre del levita Guillem de Mediona). La condición de levita indica, al parecer, una dependencia hacia la iglesia, y se considera que esta dependencia en concreto sería en relación con la iglesia de Vich. También consta que el monasterio de San Cugat del Vallés poseyó derechos sobre Clariana. 
En 1114, el abad de Sant Cugat y Guillem Pere acordaron reedificar el castillo de Clariana, hecho que hace pensar a los expertos que los almorávides destruyeron la fortaleza anterior. Fue entonces cuando se configuró el linaje de Clariana. Los Clariana eran los castellanos del lugar, siendo señor el abad de Sant Cugat; este hecho lo determinó el rey Jaime I en 1234, al confirmar para el monasterio el "castrum de Clariana". Durante el siglo siguiente la propiedad del castillo recaería en particulares (Berenguer de la Ciera, Dalmau de Queralt, J."Moxona").

## Descripción
A partir de los restos que se han conservado parece deducirse que no fue un castillo demasiado grande. Aun así, se considera que la torre, de planta circular, podía haber sido bastante destacada. Hay documentación que indica que alrededor de 1114 se volvió a edificar ("reedificacionem") y restaurar ("restauracionem") el castillo ("castelli") de Clariana, motivo por el cual los arqueólogos e historiadores datan esta torre en el siglo XII. 
El aparato de piedra, de tamaño pequeño, es armónico en conjunto. Actualmente quedan algunos muros y una torre muy malograda de planta circular, con un diámetro de base de 5,16 metros y el interior de 1,78 metros. Constaba de tres pisos separados por bóvedas de piedra.
Dentro de la estructura del castillo queda una arcada adosada a un muro de la capilla de Santa María.